# Clube Atlético Estudantes de São Paulo
O Clube Atlético Estudantes de São Paulo foi um clube brasileiro de futebol da cidade de São Paulo. O clube foi fundado em 1935 e utilizava camisa preta, com duas faixas horizontais brancas e uma vermelha no meio, calção e meias brancas. Teve duas participações no Campeonato Paulista, em 1935 e 1936.

## História
Com a breve extinção do São Paulo Futebol Clube, que se fundira com o Clube de Regatas Tietê, em maio de 1935, alguns de seus jogadores resolveram fundar um novo clube, surgindo, assim, o Estudantes de São Paulo. Seu primeiro campeonato foi o Paulista de 1935 da APEA. O Estudantes foi vice-campeão do Torneio Início, perdendo a final para a Portuguesa, por 1 a 0. A estreia do clube na competição principal foi no estádio do São Bento, na Ponte Grande, um empate por 2 a 2 com o Humberto I. A primeira vitória veio no jogo seguinte: 7 a 1 sobre o Sírio. O Estudantes brigou pelo título com a Portuguesa, eventualmente campeã, e o Ypiranga.
No ano seguinte, o time bandeou para a LPF. No torneio com times mais fortes, foi mero figurante, embora tenha sido vice-campeão do Torneio Início, perdendo para o Corinthians apenas nos escanteios, após empate sem gols. O último jogo do Estudantes pelo Campeonato Paulista deu-se em 21 de abril de 1936, uma vitória por 6 a 3 sobre o Paulista, no Estádio Antônio Alonso, na Moóca. Em 2 de junho de 1937, o clube juntou-se ao mesmo Paulista, formando o Clube Atlético Estudante Paulista. O novo clube seria incorporado pelo já refundado São Paulo, no ano seguinte.